# Distrito electoral local 22 de Chihuahua
El Distrito electoral local 22 de Chihuahua es uno de los 22 Distritos Electorales en los que se encuentra dividido el territorio del estado de Chihuahua. Su cabecera es Guachochi.
Desde el proceso de redistritación de 2022 es conformado por los municipios de Balleza, Batopilas de Manuel Gómez Morín, Carichí, Guachochi, Guadalupe y Calvo, Guazapares, Morelos, Nonoava y Urique y se caracteriza por ser el único distrito del estado con mayoría de población indígena.

## Distritaciones anteriores

### Distritación de 1997
En 1997 este distrito fue introducido, teniendo como cabecera a Hidalgo del Parral, abarcando los municipios de Allende, Coronado, Hidalgo del Parral y López.

### Distritación de 2012
Para 2012 el distrito continuó con su cabecera en Hidalgo del Parral, abarcando los municipios de Allende, Hidalgo del Parral, Huejotitán, Matamoros, Rosario, San Francisco del Oro, Santa Bárbara, El Tule y Valle de Zaragoza.

### Distritación de 2015
Entre 2015 y 2022, el distrito pasó a tener cabecera en Guachochi, abarcando los municipios de Balleza, Batopilas, Carichí, Guachochi, Guadalupe y Calvo, Morelos y Urique.

## Diputados por el distrito
| Diputado                           | Grupo parlamentario | Legislatura | Periodo     | Cabecera distrital Según cada distritación |
| ---------------------------------- | ------------------- | ----------- | ----------- | ------------------------------------------ |
| Jesús Manuel Tarín Baca            |                     | LIX         | 1998 - 2001 | Hidalgo del Parral                         |
| Luis Carlos Campos Villegas        |                     | LX          | 2001 - 2004 | Hidalgo del Parral                         |
| César Duarte Jáquez                |                     | LXI         | 2004 - 2006 | Hidalgo del Parral                         |
| Jesús Enrique Gámez Torres         |                     | LXI         | 2006 - 2007 | Hidalgo del Parral                         |
| Humberto Olivas Caraveo            |                     | LXII        | 2007 - 2010 | Hidalgo del Parral                         |
| Gabriel Humberto Sepúlveda Reyes   |                     | LXIII       | 2010 - 2013 | Hidalgo del Parral                         |
| Pedro Adalberto Vilallobos Fragoso |                     | LXIV        | 2013 - 2016 | Hidalgo del Parral                         |
| Imelda Irene Beltrán Amaya         |                     | LXV         | 2016 - 2018 | Guachochi                                  |
| Jesús Velázquez Rodríguez          |                     | LXVI        | 2018 - 2021 | Guachochi                                  |
| Noel Chávez Velázquez              |                     | LXVIII      | 2021 -      | Guachochi                                  |

## Resultados electorales

### 1998
|  | 50.13 % |

|  | 41.39 % |

|  | 4.14 % |

|  | 0.42 % |

|  | 0.47 % |

|  | 1.44 % |

|  | 0.02 % |

|  | 98.01 % |

|  | 1.99 % |

|  | 59.75 % |

|  | 40.25 % |

### 2001
|  | 43.83 % |

|  | 47.25 % |

|  | 3.79 % |

|  | 1.71 % |

|  | 1.51 % |

|  | 0.00 % |

|  | 0.15 % |

|  | 0.29 % |

|  | 0.00 % |

|  | 98.51 % |

|  | 1.49 % |

|  | 50.67 % |

|  | 49.33 % |

### 2004
|  | 41.58 % |

|  | 56.11 % |

|  | 0.01 % |

|  | 97.71 % |

|  | 2.29 % |

|  | 47.33 % |

|  | 52.67 % |

### 2007
|  | 48.68 % |

|  | 41.20 % |

|  | 2.84 % |

|  | 3.20 % |

|  | 1.16 % |

|  | 0.61 % |

|  | 0.02 % |

|  | 97.71 % |

|  | 2.29 % |

|  | 52.60 % |

|  | 47.40 % |

### 2010
|  | 29.28 % |

|  | 57.19 % |

|  | 1.29 % |

|  | 1.57 % |

|  | 1.02 % |

|  | 0.59 % |

|  | 5.89 % |

|  | 0.05 % |

|  | 96.89 % |

|  | 3.11 % |

|  | 55.63 % |

|  | 44.37 % |

### 2013
|  | 34.44 % |

|  | 45.90 % |

|  | 4.21 % |

|  | 1.09 % |

|  | 1.05 % |

|  | 8.84 % |

|  | 0.10 % |

|  | 95.63 % |

|  | 4.37 % |

|  | 54.26 % |

|  | 45.74 % |

### 2016
|  | 25.11 % |

|  | 46.64 % |

|  | 3.78 % |

|  | 1.32 % |

|  | 1.36 % |

|  | 2.53 % |

|  | 6.71 % |

|  | 1.32 % |

|  | 0.64 % |

|  | 0.05 % |

|  | 89.46 % |

|  | 10.54 % |

|  | 53.26 % |

|  | 46.74 % |

### 2018
|  | 27.54 % |

|  | 37.21 % |

|  | 0.90 % |

|  | 1.42 % |

|  | 3.82 % |

|  | 3.54 % |

|  | 13.94 % |

|  | 0.67 % |

|  | 0.01 % |

|  | 89.05 % |

|  | 10.95 % |

|  | 59.68 % |

|  | 40.32 % |

### 2021
|  | 19.97 % |

|  | 40.53 % |

|  | 0.00 % |

|  | 22.69 % |

|  | 1.05 % |

|  | 5.49 % |

|  | 0.87 % |

|  | 1.12 % |

|  | 0.00 % |

|  | 0.06 % |

|  | 91.79 % |

|  | 8.21 % |

|  | 44.17 % |

|  | 55.83 % |